# 朱常泴
荊康王朱常泴（？—1597年），是荆恭王朱翊鉅嫡第三子，明朝第八代荊王。
朱常泴在萬曆三年（1575年）四月受封安城王，後因兄長敬王朱常𣵧無子，所以他於萬曆七年（1579年）襲封荊王。他在位十八年，在萬曆二十五年（1597年）過世，諡號康，三年後其子定王朱由樊嗣位。